# Autobahnknoten Krzyżowa
Der Autobahnknoten Krzyżowa (polnisch: Węzeł autostradowy Krzyżowa) liegt nahe der polnischen Ortschaft Krzyżowa (deutsch: Lichtenwaldau) in der Woiwodschaft Niederschlesien. Er verbindet die polnischen Autobahnen A4 und A18 miteinander.

## Geschichte
Der Bau des Knotens erfolgte in den Jahren 2007 bis 2009 zusammen mit dem Bau des Abschnittes vom Knoten Zgorzelec bis zu diesem Knoten der Autobahn A4. Am 14. August 2009 wurde der Knoten eröffnet.

## Aktueller Stand
Folgende Richtungen stehen zur Auswahl:
- Autobahn A4 in südwestliche Richtung bis Zgorzelec (deutsch: Görlitz-Ost) und weiter als BAB 4 nach Dresden
- Autobahn A4 in östliche Richtung nach Breslau
- Autobahn A18 in nordwestliche Richtung bis Olszyna (deutsch: Erlenholz) und weiter als BAB 15 in Richtung Berlin

## Sonstiges
Der Knoten stellt eine Trompete dar, wobei die Verbindungsrampe aus der A18 kommend in die A4 direkt geführt ist. Daher besitzt der Knoten 2 Brückenbauwerke.